# Knooppunt Draženci
Knooppunt Draženci (Sloveens: Razcep Draženci) is een knooppunt ten zuiden van de stad Ptuj in het noordoosten van Slovenië. Op het knooppunt kruist de A4 naar Maribor met de G9 naar Ptuj en Zagreb. 
Het knooppunt is uitgevoerd als een trompetknooppunt. De directe verbindingsboog ligt tussen Maribor en Ptuj en de klaverlus tussen Ptuj en Zagreb.
| Aansluitende wegen  | Aansluitende wegen | Aansluitende wegen | Aansluitende wegen | Aansluitende wegen   |
| ------------------- | ------------------ | ------------------ | ------------------ | -------------------- |
| A4 richting Maribor |                    |                    |                    | 9 richting Ptuj      |
|                     |                    |                    |                    |                      |
|                     |                    |                    |                    |                      |
|                     |                    |                    |                    |                      |
|                     |                    |                    |                    | 9 richting Boedapest |

Dolga Vas · 
Dragučova · 
Draženci · 
Gabrk · 
Koseze · 
Kozarje · 
Malence · 
Nanos · 
Slavček · 
Slivnica · 
Srmin · 
Zadobrova